# Delaware City
Delaware City è una città situata nella contea di New Castle, nello Stato del Delaware negli Stati Uniti. La popolazione era di 1 453 abitanti secondo il censimento del 2000.

## Geografia fisica
Delaware City è una piccola città portuale situata all'estremità orientale del Chesapeake and Delaware Canal, ed è sede di un traghetto con rotta per Fort Delaware, sulla Pea Patch Island.
Secondo i dati dell'United States Census Bureau, la città si estende su una superficie di 3,4 km², dei quali 3,3 km² sono formati da terra, mentre 0,1 km² sono composti da acque (6,01% del territorio totale).

## Popolazione
Secondo il censimento del 2000, a Delaware City vivevano 1 453 persone, in 567 abitazioni in 395 famiglie. La densità di popolazione era di 445.2/km². In totale nel territorio comunale si trovavano 615 unità abitative.
Dal punto di vista etnico l'87,47% della popolazione era bianca, il 10,32% era di afroamericani, lo 0,41% invece era di nativi americani e lo 0,21% di asiatici. Il restante 1,59% è composto da persone di altre razze.
Per quanto riguarda le fasce d'età della popolazione, il 24,8% era sotto i 18 anni, il 7,2% dai 18 ai 24, il 28.7% fra i 25 e i 44, il 27.3% dai 45 ai 64, e il 12% al di sopra dei 65 anni. L'età media era di 38 anni, e ogni 100 donne c'erano 101,5 maschi.

## Economia
Delaware City è molto vicina alla Delaware City Oil Refinery, appartenente alla Valero Energy Corporation, acquisita in parte nel 2005 dalla compagnia Premcor. Nel 2006, Valero ha investito 400 milioni di dollari per installare un nuovo sistema di smaltimento dei gas per ridurre le emissioni nocive.
La raffineria non è più effettivamente a Delaware City, ma resta ancora il luogo di spedizione dei suoi prodotti. Queste attività contribuiscono in grande parte al traffico del porto locale, che si può ammirare dal lungomare come si possono ammirare le fortezze della regione.
Il traghetto Three Forts Ferry (Fort Delaware, Fort Mott e Fort Dupont) sono raggiungibili proprio da Delaware City e sono la maggiore attrazione turistica della città. Fort Delaware fu in passato una prigione militare.